# Tołokuń
Tołokuń (ukr. Толокунь) – wieś na Ukrainie, w obwodzie kijowskim, w rejonie wyszogrodzkim. W 2001 liczyła 211 mieszkańców.